# 菅野つぼみ
菅野 つぼみ（かんの つぼみ、1981年12月6日 - ）は、日本の元AV女優。
埼玉県出身。趣味は料理。

## 略歴
2001年 - 『青蕾』でAVデビュー。

## 作品

### アダルトビデオ
- 青蕾（2001年11月23日、KUKI）
- スウィート粘膜（2001年12月31日、KUKI）
- 南極2号（2002年1月24日、KUKI）
- Angel 菅野つぼみ　（2002年3月1日、アイデアポケット）
- 女恥校生痴漢電車　（2002年4月5日、GLAY'z）
- 祝100作目！！超人気AVアイドル菅野つぼみちゃんが100作記念で特別出演してくれました！　（2002年6月10日、素人倶楽部）
- リアルエクスタシー　（2002年6月25日、オブテイン・フューチャー）
- ハメ虎 第一章 麗　（2002年7月23日、オブテイン・フューチャー）
- 超☆美少女接吻 VOL.2　（2002年10月19日、忠実堂）
- どちエロでSHOW！？ 3 　（2004年2月20日、笠倉出版社）
- エロスペシャル L-girls (2004年2月20日、クロスワールド)
- コケシ KOKESHI Vol.7 僕達のハウスペット My House Pet 菅野つぼみ (2004年3月1日、Kokeshi) ※無修正作品
- 泡姫 Soap Land Bubbly Princess Vol.2 菅野つぼみ (2004年3月10日、TTS CO LTD) ※無修正作品
- キューティー ハニ− Cutey Honey 菅野つぼみ (2004年6月10日、TTS CO LTD) ※無修正作品
- TTS ペネトレーション コレクション シルバー 激ハメ総集編 (2005年1月13日、TTS CO LTD) ※無修正作品
- TTS ペネトレーション コレクション ゴールド 激ハメ総集編 (2005年1月13日、TTS CO LTD) ※無修正作品
- GTO Vol.11 菅野つぼみ (2005年4月15日、Peacock) ※無修正作品
- バナナ クラブ Banana Club Vol.1 菅野つぼみ (2005年7月15日、Banana Club) ※無修正作品
- 痴女の‘つぼみ’ 菅野つぼみ (2005年10月7日、シャイ企画)